# گسکر
گسکر شهر تاریخی و مدفون با یک‌هزار و ۲۰۰ سال قدمت در دل جنگل‌های منطقه هفت‌دغنان ضیابر صومعه‌سرا در استان گیلان است.محدوده ی این شهر شامل شهرهای ماسال و صومعه‌سرا و ‌‌‌‌رضوانشهر بوده است و این شهر بر اساس کاوش‌های انجام شده، بزرگ‌ترین شهر باقیمانده از دوره اسلامی در شمال ایران است. باشندگان حدود گسکر یا روستاهایی با همین نام پس از گذشت این تاریخ همچنان تالش زبان مانده اند.

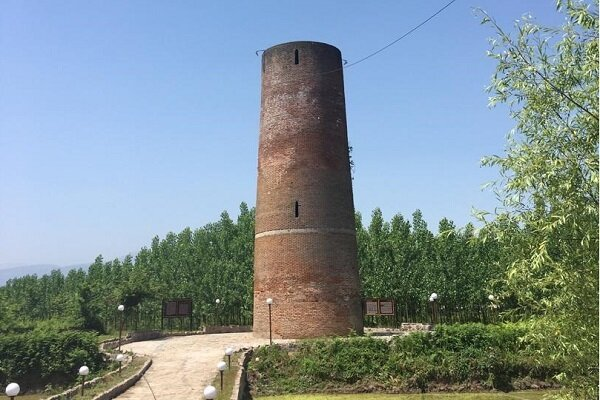
منارۀ گسکر

گسکر در سال‌های اخیر به عنوان یک اثر تاریخی منحصربه‌فرد در شمال ایران معرفی شده‌است که این امر ناشی از فعالیت کارشناسان و کاوشگران باستان‌شناسی در منطقه هفت‌دغنان است. حمام‌ها، بازار، اماکن مسکونی و مذهبی، پل‌های خشتی و آثار منقوش و غیرمنقوش نمایان شده در این شهر تاریخی و مدفون نشانه وجود یک تمدن و حیات تاریخی در دوره اسلامی است. شهر تاریخی گسکر نشان دهنده یک منطقه امیرنشین در دوره باستان است. ایجاد سایت موزه در جوار شهر تاریخی گسکر از بزرگ‌ترین اهداف در حال اجرای این شهر تاریخی بوده که به همت مسئولان استانی و شهرستانی در حال پیگیری است تا نمایش و معرفی آثار یافت شده از این منطقه تاریخی و با قدمت را برای همگان به مرحله ظهور برساند.
منطقه گسکرات و به‌ویژه شهر تاریخی گسکر و وجود مناره آجری متعلق به دوران باستان در روستای «مناره بازار» صومعه‌سرا دارای جاذبه‌های گردشگری بکر و طبیعی و قادر به جذب مهمانان و گردشگران داخلی و خارجی است.

## کاوش باستانشناسی
برنامه‌های کاوشگری و عملیات از خاک بیرون کشیدن شهر گسکر از زمستان سال ۸۸ در منطقه گسکر به عنوان محور و پایلوت گردشگری و تاریخی در صومعه‌سرا آغاز شد که تاکنون بخش زیادی مورد کشف و بازسازی قرار گرفته‌است. بالغ بر ۶۰ هکتار از مجموع ۱۲۰ هکتار اراضی شهر تاریخی گسکر به عنوان یک اثر تاریخی دوره اسلامی به ثبت ملی رسیده که مسئولان میراث فرهنگی گیلان در تدارک ثبت بقیه اراضی این شهر دوره اسلامی هستند. مناره گسکر صومعه‌سرا در بخش مرکزی صومعه‌سرا و در ۳۶ کیلومتری غرب شهرستان رشت واقع شده‌است. مناره گسکر در مسیر یک جاده قدیمی معروف به شاه عباسی واقع شده که یادآور مناره‌های عظیم سلجوقی در دیگر مناطق ایران است. ارتفاع مناره ۲۹ متر و قطر آن در پایه هفت متر و در بخش فوقانی ۲٫۳۵ متر است و این مناره شکل مخروطی دارد و یک ستون نگهدارنده در وسط به عنوان تکیه‌گاه به ابعاد ۵۵ در ۵۵ سانتی‌متر به پلکان مارپیچ داخلی و جداره بیرونی منار ایستادگی داده‌است.